# Грезли, Гарольд
Га́рольд Гре́зли (англ. Harold Gresley, 1892—1967) — британский художник, пейзажист и портретист, последователь своих отца и деда.

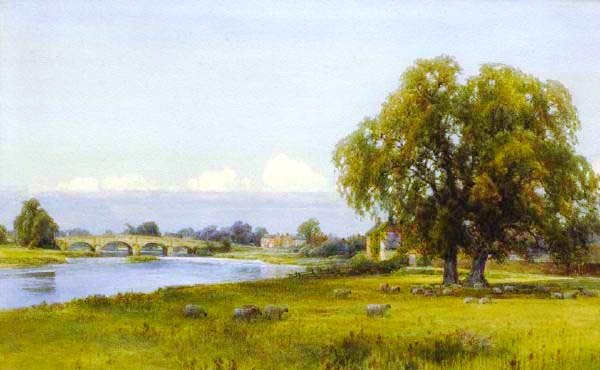

## Биография
Родился в Дербишире и учился в художественной школе Дерби. Он был сыном Фрэнка Грезли и внуком Джеймса Стивена Грезли, известных живописцев. Фрэнк прервал своё обучение с началом Первой мировой войны, сражался в Sherwood Foresters и был награждён медалью. После войны он продолжил учиться в Ноттингеме под руководством Артура Спунера (Arthur Spooner) и стал учителем в школе Рептон (Repton School). Жил в Челластоне, рядом с Дерби, пока не умер в 1967 году.
Часть его работ выставлена в Музее и художественной галерее Дерби; 77 его картин были пожертвованы музею Альфредом Эдуардом Гуди.